# 朝阳门内大街
39°55′28″N 116°25′34″E / 39.9243541°N 116.4261667°E
朝阳门内大街是位于中国北京市东城区东部的一条大街。因位于北京内城朝阳门内而得名。

## 简介

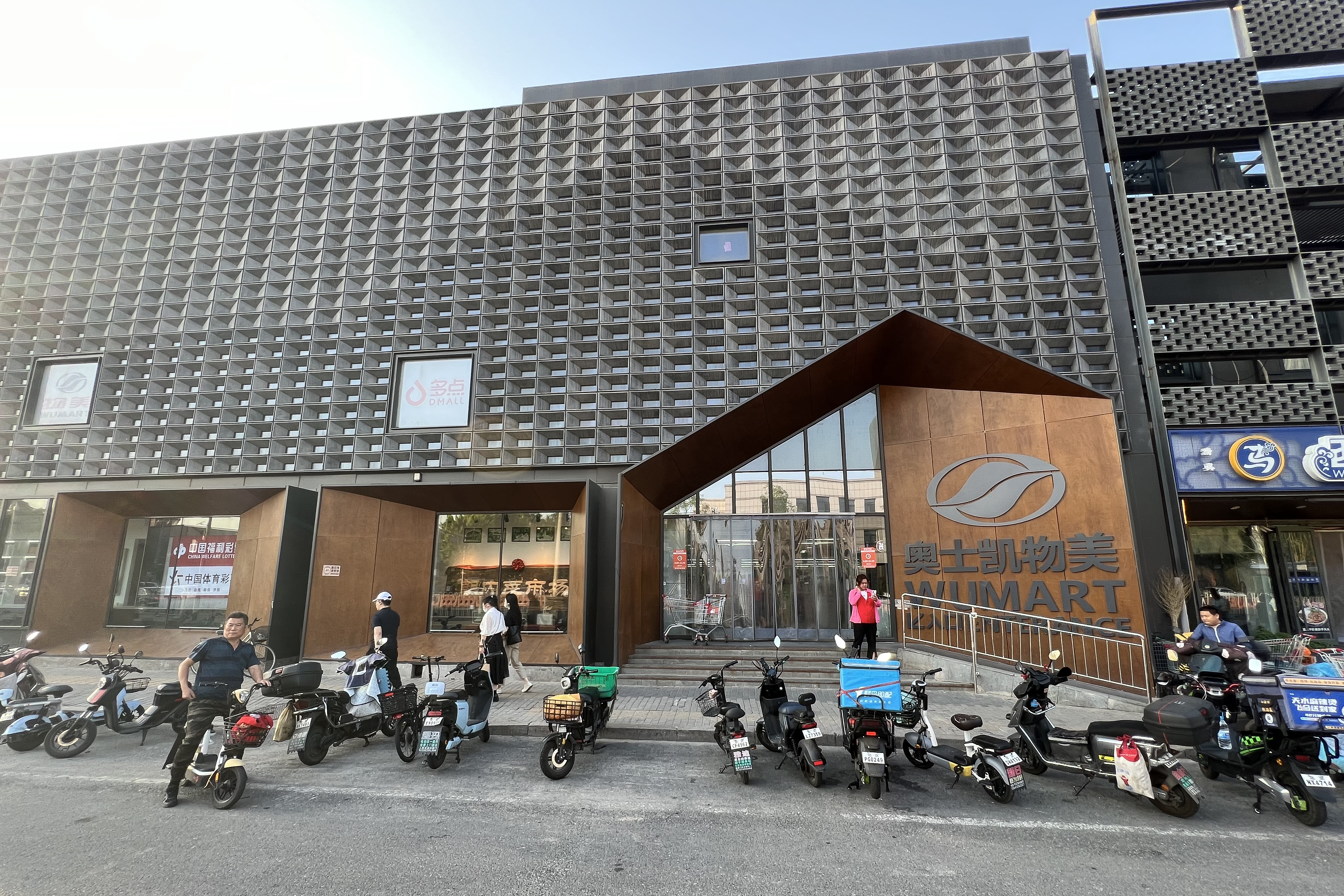
朝内菜市场现状

朝阳门内大街东起朝阳门立交桥西侧，西到东四。朝阳门，元朝称“齐化门”，明朝正统初年改称“朝阳门”。该门坐西朝东。旧时，朝阳门有“粮门”之称，当年在城门洞内北侧墙上，镶砌有一方刻有谷穗的石头，作为喻示。朝阳门城楼高约35米，其瓮城的面积、大小、长宽均和东直门相同。明朝洪武元年八月庚午，徐达率军队进攻元大都，来到齐化门，官兵填壕登城而入。明朝正统初年，观象台未建之时，曾在该门上观测天文。正统三年正月，拨官兵十万四千修葺京师朝阳门等城楼。《燕京访古录》载：“昔日朝阳门偏东城墙上，镶连脊小庙三座，高二尺，长一尺五寸。庙系白石修成，分阁为三：中祀天皇伏羲，红发红颜，体红面赤，身着红圆树叶，双手合抱太极图；左祀地皇神农氏，浅青身面，头盘双髻，身着绿长树叶；右祀人皇轩辕氏，白面黑须，黄袍龙冠。三皇皆坐像，皆范铜而成，高六寸。庙旁石柱上刻“大明永乐三年修”。墙下有二石碣，均刻人身穴道。”
清朝康熙三十六年（1697年），疏浚护城河，在朝阳门与东直门增设水关，引大通桥下的漕船直达朝阳门下。朝阳门外护城河又称“运粮河”。光绪二十六年（1900年），八国联军侵入北京，毁坏了朝阳门门洞内的谷穗石刻。中华人民共和国成立后，将朝阳门拆除，修建朝阳门立交桥。
朝阳门内大街，元朝时便已存在，因为当时街东端的城门称“齐化门”，故此街称“齐化门街”。明朝正统初年，将齐化门更名为“朝阳门”，该街随之改称“朝阳门内大街”。清朝中期，朝阳门内大街曾为糖市所在地。每年腊月二十三日祭灶前，从后来建于1953年的朝阳门内菜市场（现已迁址）的位置到朝阳门门脸，大街两侧都是出售块糖、糖球、南糖、关东糖、糖饼等的货摊，此外还有出售玻璃球及各种儿童玩具的货摊。
清朝在该大街旁先后建有怡亲王府、恒亲王府、濂贝勒府（惇亲王府）、孚王府。如今，该大街北侧有国务院发展研究中心、国务院新闻办公室、中央机构编制委员会办公室、大慈延福宫、北京市外交人员服务局、孚王府、朝阳门内大街81号、新闻出版大厦（北京市新闻出版局）、中国海油大厦（中国海洋石油总公司），南侧有盈地大厦、凯德华玺、北京市商务委员会、外国文学出版社、东城区回民小学、朝阳首府、凯恒中心。